# ОШ „Драгојло Дудић” Београд
ОШ „Драгојло Дудић” једна је од основних школа у Београду. Налази се у улици Булевар краља Александра 525, у општини Звездара.

## Опште информације
Школа се налази у насељу Мали Мокри Луг у општини Звездара, на пар километара од центра Београда. Основана је указом Михаила Обреновића 21. јануара 1864. године, а званично је почела са радом 22. фебруара исте године, када је постављен први учитељ школе, Миленко Јовановић.
У данашњем објекту школа се налази од 1938. године, а зграда и земљиште су део донације Настасије-Тане Давидовић, супруге пуковника Живка Давидовића. Објекат је дорађен 1989. године, током септембра исте године. Такође, реконструкција је извршена и 2016. године.
Школа носи име по Драгојлу Дудићу, земљораднику, писцу, револуционару, учеснику Народноослободилачке борбе и народном хероју Југославије.
Школа је одликована Сретењским орденом првог реда (2024).